# Liverpool Metropolitan Cathedral

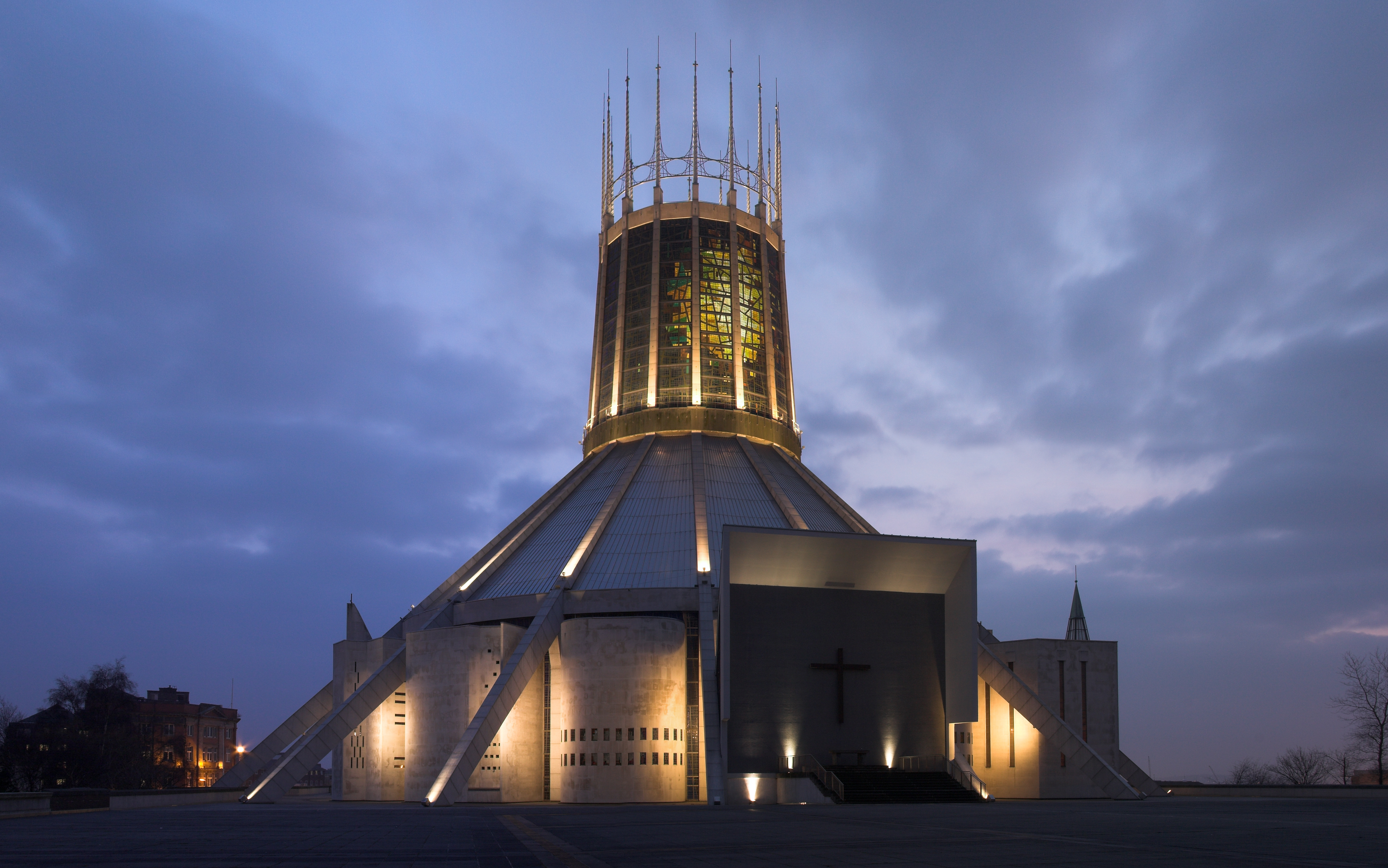
Rückseite der Kathedrale in der Abenddämmerung

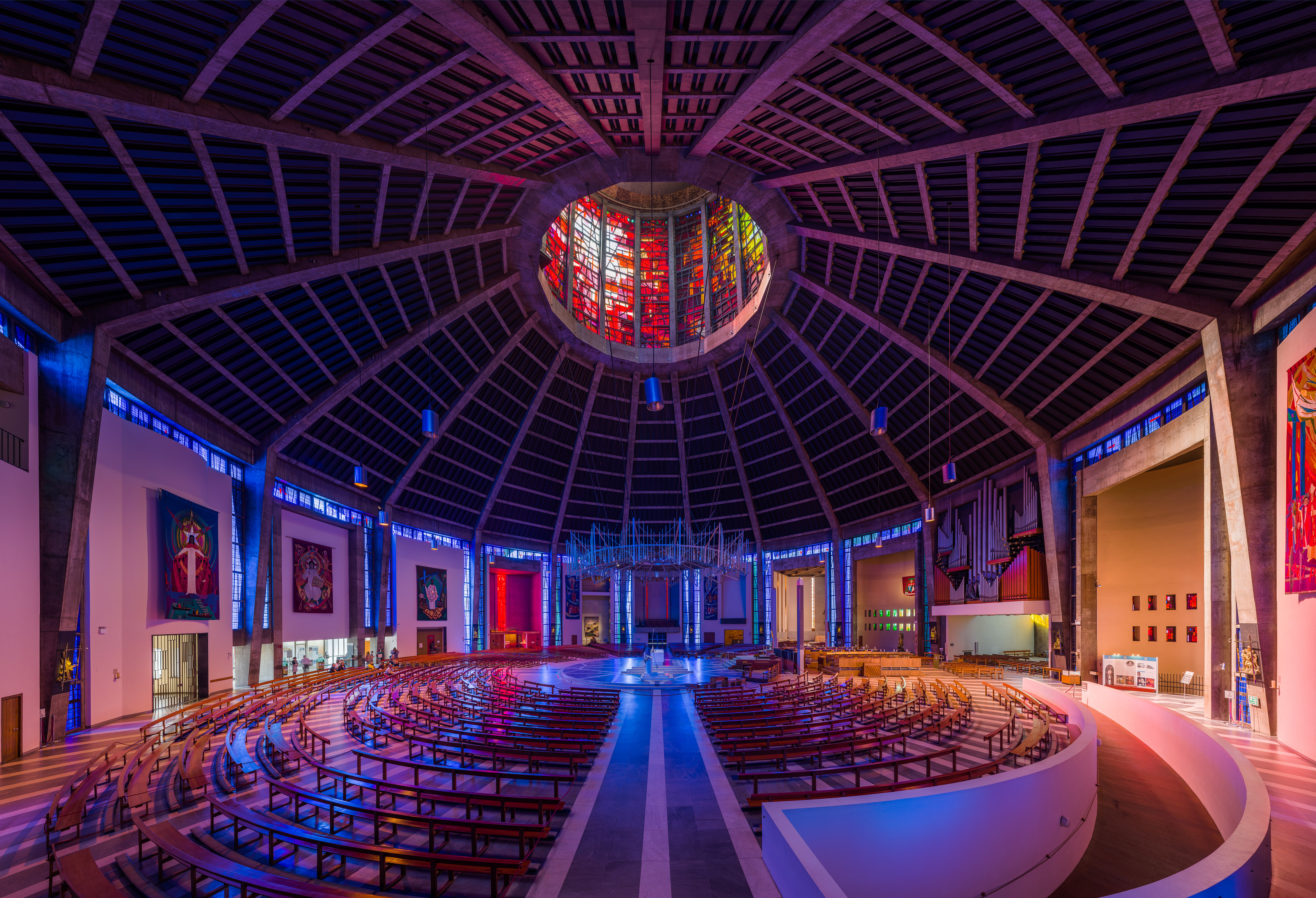
Inneres

Die Metropolitankathedrale Christkönig, engl. Metropolitan Cathedral of Christ the King, im englischen Liverpool ist die Kathedrale des römisch-katholischen Erzbistums Liverpool und die Pfarrkirche der Stadt. Die Kathedrale steht neben dem Liverpool Workhouse in der Hope Street.

## Geschichte, Bauwerk
Nach der Großen Hungersnot in Irland, die viele katholische Iren nach England trieb, und der Wiederherstellung der katholischen Hierarchie in England gab Bischof Goss 1853 Edward Welby Pugin, dem Sohn von Augustus Welby Pugin (ein Mit-Architekt des Palace of Westminster und Meister der Neugotik), den Auftrag, eine neue Kathedrale zu bauen. Die Marienkapelle der neuen Kathedrale, die auf dem Nachbargrundstück des katholischen St. Edward’s Colleges in Everton steht, wurde 1856 fertiggestellt.
Wegen Geldmangels wurden die Arbeiten an dem Gebäude zu jenem Zeitpunkt eingestellt. Danach diente die Marienkapelle bis zu ihrem Abbruch in den 1980ern als Pfarrkirche.
Nach dem Kauf eines neun Acre großen Bauplatzes auf dem Brownlow Hill wurde Sir Edwin Lutyens beauftragt einen Entwurf anzufertigen, der eine passende Reaktion auf die von Gilbert Scott entworfene neugotische anglikanische Kathedrale sein sollte. Lutyens plante eine riesige Kathedrale klassizistischer und byzantinischer Bauart, welche die zweitgrößte Kirche der Welt mit der größten Kuppel geworden wäre. Der Sockel des neuen Gebäudes wurde am 5. Juni 1933 gelegt, aber nach Fertigstellung der Krypta führte Geldknappheit erneut zum Abbruch der Bauarbeiten.
Die neue Kathedrale, entworfen ab 1962 von Sir Frederick Gibbert und 1967 von Augustine Harris geweiht, wurde neben der Krypta erbaut. Der kreisförmige Grundriss mit 16 Schrägstützen, konischem Dach und farbig durchfensterter Laterne wurde als Reaktion auf die Vorgaben der Liturgiekonstitution des Zweiten Vatikanischen Konzils für eine engere und aktivere Verbindung der Gottesdienstgemeinde mit dem Geschehen am Altar aufgefasst. Kapellen wurden in das Strebewerk eingebaut, das die zeltförmige Spitze stützt. Die Kirchenspitze stellt die Dornenkrone Jesu dar. Ein kleiner Film (Crown of Glass) dokumentiert die Fertigung und den Bau der regenbogenfarbenen Kirchenfenster. Die markanten Glassegel vor der Kathedrale schuf 2009/10 der Heilbronner Glaskünstler Raphael Seitz, der eine Honorarprofessur in Liverpool hatte.

## Orgeln
In der Kathedrale gibt es drei Orgeln. Die große Orgel wurde 1968 von dem Orgelbauer Walker & Sons erbaut. Das Instrument hat 88 Register (4.565 Pfeifen), darunter etliche Transmissionen, auf vier Manualen und Pedal. Die Trakturen sind elektro-pneumatisch. Der Spieltisch befindet sich ebenerdig im Kirchenschiff.
| I Great C–g3     |       |
| Violone          | 16′   |
| Open Diapason    | 8′    |
| Principal        | 8′    |
| Gemshorn         | 8′    |
| Stopped Diapason | 8′    |
| Octave           | 4′    |
| Chimney Flute    | 4′    |
| Twelfth          | 2 ⁄3′ |
| Fifteenth        | 2′    |
| Blockflöte       | 2′    |
| Mixture III      |       |
| Plein Jeu IV     |       |
| Contra Posaune   | 16′   |
| Trumpet          | 8′    |
| Clarion          | 4′    |

| II Swell C–g3   |       |
| Open Diapason   | 8′    |
| Rohrflöte       | 8′    |
| Salicional      | 8′    |
| Vox Angelica    | 8′    |
| Principal       | 4′    |
| Gedeckt Flute   | 4′    |
| Twelfth         | 2 ⁄3′ |
| Super Octave    | 2′    |
| Flageolet       | 2′    |
| Sesquialtera II |       |
| Scharf IV       |       |
| Double Trumpet  | 16′   |
| Bassoon         | 16′   |
| Trumpet         | 8′    |
| Oboe da Caccia  | 8′    |
| Shawm           | 8′    |
| Tremulant       |       |

| III Positive C–g3 |        |
| Gedeckt           | 8′     |
| Spitzflöte        | 4′     |
| Koppelflöte       | 4′     |
| Nazard            | 2 ⁄3′  |
| Principal         | 2′     |
| Blockflöte        | 2′     |
| Tierce            | 1 3⁄5′ |
| Larigot           | 1 ⁄3′  |
| Sifflöte          | 1′     |
| Cymbale III       |        |
| Krummhorn         | 8′     |
| Contra Posaune    | 16′    |
| Trumpet           | 8′     |
| Clarion           | 4′     |
| Tremulant         |        |

| Auxiliare C–g3   |       |
| Quintatön        | 16′   |
| Lieblich Gedeckt | 8′    |
| Dulciana         | 8′    |
| Dulcet           | 4′    |
| Quintadena       | 4′    |
| Nazard           | 2 ⁄3′ |
| Quartane II      |       |

| IV Solo C–g3       |       |
| Quintatön          | 16′   |
| Orchestral Flute   | 8′    |
| Viola da Gamba     | 8′    |
| Voix Celeste       | 8′    |
| Lieblich Gedeckt   | 8′    |
| Dulciana           | 8′    |
| Suabe Flute        | 4′    |
| Quintadena         | 4′    |
| Nazard             | 2 ⁄3′ |
| Piccolo            | 2′    |
| Quartane II        |       |
| Clarinet           | 8′    |
| Tuba               | 8′    |
| Orchestral Trumpet | 8′    |
| Octave Tuba        | 4′    |
| Tremulant          |       |

| Pedal C–f1        |        |
| Contra Spitzflöte | 32′    |
| Principal         | 16′    |
| Violone           | 16′    |
| Spitzflöte        | 16′    |
| Bourdon           | 16′    |
| Quintatön         | 16′    |
| Octave            | 8′     |
| Octave Spitzflöte | 8′     |
| Bass Flute        | 8′     |
| Twelfth           | 5 1⁄3′ |
| Fifteenth         | 4′     |
| Nachthorn         | 4′     |
| Octave Flute      | 4′     |
| Sifflöte          | 2′     |
| Mixture IV        |        |
| Contra Posaune    | 32′    |
| Posaune           | 8′     |
| Bombarde          | 16′    |
| Bassoon           | 8′     |
| Tromba            | 8′     |
| Schalmei          | 4′     |